# هال بارتليت
هال بارتليت (بالإنجليزية: Hall Bartlett)‏ هو منتج أفلام وكاتب سيناريو ومخرج أمريكي، ولد في 27 نوفمبر 1922 في كانساس سيتي في الولايات المتحدة، وتوفي في 7 سبتمبر 1993 في لوس أنجلوس في الولايات المتحدة.

## وصلات خارجية
- هال بارتليت على موقع IMDb (الإنجليزية)
- هال بارتليت على موقع ألو سيني (الفرنسية)
- هال بارتليت على موقع تيرنر كلاسيك موفيز (الإنجليزية)
- هال بارتليت على موقع أول موفي (الإنجليزية)
- هال بارتليت على موقع قاعدة بيانات الأفلام السويدية (السويدية)
- هال بارتليت على موقع قاعدة بيانات الفيلم (الإنجليزية)
- هال بارتليت على موقع كينوبويسك (الروسية)